# Colorado Eagles
Die Colorado Eagles sind eine US-amerikanische Eishockeymannschaft aus Loveland, Colorado. Das Team spielt seit der Saison 2018/19 in der American Hockey League, nachdem es zuvor bereits am Spielbetrieb der ECHL und der Central Hockey League teilgenommen hatte. Seit 2016 kooperiert das Franchise mit der Colorado Avalanche aus der NHL.

## Geschichte
Die Colorado Eagles wurden 2003 als Franchise der Central Hockey League gegründet. In den acht Jahren Zugehörigkeit der Mannschaft zur CHL belegten die Eagles in jeder Spielzeit mindestens den zweiten Platz in ihrer jeweiligen Division. Ihr größter Erfolg waren die Gewinne des Ray Miron President’s Cup in den Spielzeiten 2004/05 und 2006/07. Bei beiden Titelgewinnen schlug das Team jeweils die Laredo Bucks. In den Jahren 2008, 2009 und 2011 unterlagen die Eagles in den Finalspielen den Arizona Sundogs, Texas Brahmas und Bossier-Shreveport Mudbugs. Am 14. Januar 2009 waren die Colorado Eagles Gastgeber des CHL All-Star Games, bei dem die Eagles gegen eine Mannschaft der besten CHL-Spieler mit 8:4 gewannen.
Ende Mai 2011 wurde die Aufnahme der Franchise als Expansionsteam in die ECHL zur Saison 2011/12 verkündet. Zur Saison 2011/12 wurde ein Kooperationsvertrag mit den Winnipeg Jets aus der National Hockey League abgeschlossen. Nachdem dieser nach der Saison 2012/13 endete, kooperierten die Eagles in der Saison 2014/15 mit den Calgary Flames.
In der Saison 2016/17 gewannen die Eagles die Meisterschaft der ECHL und somit ihren ersten Kelly Cup. In der Folge gelang es ihnen, ihren Titel in der Spielzeit 2017/18 zu verteidigen, sodass sie als zweifacher Kelly-Cup-Sieger in die American Hockey League wechselten.

## Saisonstatistik
Abkürzungen: GP = Spiele, W = Siege, L = Niederlagen, T = Unentschieden, OTL = Niederlagen nach Overtime SOL = Niederlagen nach Shootout, Pts = Punkte, GF = Erzielte Tore, GA = Gegentore, PIM = Strafminuten
| Saison  | GP | W  | L  | T | OTL | SOL | Pts | GF  | GA  | Platz         | Playoffs                        |
| 2003/04 | 64 | 43 | 16 | — | 5   | —   | 91  | 232 | 156 | 1., Northwest | Niederlage in der ersten Runde  |
| 2004/05 | 60 | 43 | 10 | — | 7   | —   | 93  | 221 | 123 | 1., Northwest | Miron Cup                       |
| 2005/06 | 64 | 44 | 14 | — | 6   | —   | 94  | 241 | 183 | 1., Northwest | Niederlage in der zweiten Runde |
| 2006/07 | 64 | 46 | 17 | — | 1   | —   | 93  | 256 | 182 | 1., Northwest | Miron Cup                       |
| 2007/08 | 64 | 37 | 20 | — | 7   | —   | 81  | 254 | 223 | 1., Northwest | Niederlage im Finale            |
| 2008/09 | 64 | 45 | 15 | — | 4   | —   | 94  | 275 | 195 | 1., Northwest | Niederlage im Finale            |
| 2009/10 | 64 | 42 | 15 | — | 7   | —   | 91  | 277 | 208 | 2., Northern  | Niederlage in der zweiten Runde |
| 2010/11 | 66 | 40 | 22 | — | 4   | —   | 84  | 250 | 199 | 2., Turner    | Niederlage im Finale            |
| 2011/12 | 72 | 38 | 28 | — | 1   | 5   | 82  | 250 | 252 | 2., Mountain  | Niederlage in der ersten Runde  |
| 2012/13 | 72 | 34 | 31 | — | 3   | 4   | 75  | 239 | 224 | 3., Mountain  | Niederlage in der ersten Runde  |
| 2013/14 | 71 | 33 | 26 | — | 7   | 5   | 78  | 211 | 218 | 4., Mountain  | Niederlage in der ersten Runde  |

## Team-Rekorde (CHL)

### Karriererekorde
Spiele: 499  Riley Nelson
Tore: 265  Riley Nelson
Assists: 418  Riley Nelson
Punkte: 683  Riley Nelson
Strafminuten: 1464  Fraser Filipic

## Team-Rekorde (ECHL)

### Karriererekorde
Spiele: 290  Jake Marto
Tore: 82  Trent Daavettila
Assists: 200  Trent Daavettila
Punkte: 282  Trent Daavettila
Strafminuten: 871  Teigan Zahn
(Stand: Saisonende 2017/18)